# Salix wolohoensis
Salix wolohoensis är en videväxtart som beskrevs av Camillo Karl Schneider. Salix wolohoensis ingår i släktet viden, och familjen videväxter. Inga underarter finns listade i Catalogue of Life.